# Tuxekan Island

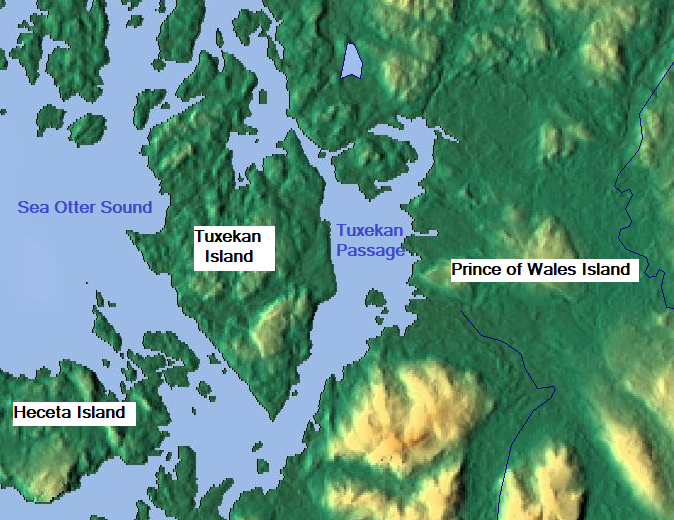
Tuxekan Island op de kaart

Tuxekan Island is een eiland in de Alexanderarchipel in de Alaska Panhandle in het zuidoosten van Alaska in de Verenigde Staten.

## Geografie
Het eiland is 15 kilometer lang en 9 kilometer breed en heeft en maximale hoogte van 117 meter. Het ligt voor de noordwestkust van het Prins van Waleseiland, waarvan het gescheiden wordt door de Tuxekan Passage. Ten noordwesten ligt de El Capitan Passage die het eiland scheidt van El Capitan Island en Orr Island. Ten westen ligt de Sea Otter Sound. Ten zuidwesten ligt het Heceta Island, waarvan het gescheiden wordt door de Karheen Passage.

## Geschiedenis
Het eiland werd in 1904 genoemd door E.F. Dickins, een medewerker van de United States National Geodetic Survey. De naam komt van een Indiaans dorp.